# Luiz Pontual
Luiz Pontual (1947 – fevereiro 2021, Itu, São Paulo) foi um escritor, tradutor e jornalista brasileiro. Prêmio Esso de jornalismo, dedicou-se à tradução e difusão do escritor esotérico René Guénon.

## Biografia
Luiz Pontual tornou-se conhecido por fundar o Instituto René Guénon, em 1984. Pontual foi, ao lado de Fernando Guedes Galvão, o principal difusor da obra deste escritor perenialista, de quem traduziu mais de 20 obras.

## Livros

### Próprios
- Voce Ainda Acredita Em Democracia? (S. Paulo, Irget, 2004)

### Traduções
- Guénon A Crise do Mundo Moderno (Lisboa, Editorial Vega, 1977, e São Paulo, Irget, 2009)
- Guénon O Reino da Quantidade e os Sinais dos Tempos (Lisboa, Dom Quixote, 1989, e S. Paulo, Irget, 2009)
- Guénon Os Símbolos da Ciência Sagrada (São Paulo, Pensamento, 1989, e S. Paulo, Irget, 2010)
- Guénon Oriente e Ocidente (S. Paulo, Irget, 2009)
- Guénon Introdução Geral ao Estudo das Doutrinas Hindus (S. Paulo, Irget, 2010)
- Guénon O Rei do Mundo (S. Paulo, Irget, 2008)
- Guénon Esoterismo de Dante e São Bernardo (S. Paulo, Irget, 2011)
- Guénon O Homem e seu Devir Segundo o Vedanta (S. Paulo, Irget, 2010)
- Guénon O Simbolismo da Cruz (S. Paulo, Irget, 2011)
- Guénon Considerações Sobre a Iniciação (S. Paulo, Irget, 2008)
- Guénon Os Estados Múltiplos do Ser (S. Paulo, Irget, 2009)
- Guénon Princípios do Cálculo Infinitesimal (S. Paulo, Irget, 2010)
- Guénon O Erro Espírita (S. Paulo, Irget, 2008)
- Guénon O Teosofismo (S. Paulo, Irget, 2008)
- Guénon Autoridade Espiritual e Poder Temporal (S. Paulo, Irget, 2011)
- Guénon Iniciação e Realização Espiritual (S. Paulo, Irget, 2010)
- Guénon Estudos Sobre a Franco-Maçonaria e o Companheirismo (S. Paulo, Irget, 2009)
- Guénon Formas Tradicionais e Ciclos Cósmicos (S. Paulo, Irget, 2012)